# Catalonien Rundt 2011
Catalonien Rundt 2011 var den 91. udgave af Catalonien Rundt, og foregik fra 21. til 28. marts 2011 i Catalonien i Spanien.
Udover de 18 ProTeams blev Geox-TMC, Andalucía-Caja Granada, Cofidis, Caja Rural, Colombia es Pasión-Café de Colombia og CCC Polsat Polkowice inviteret.

## Etaper

### Mandag 21. marts – 1. etape:Lloret de Mar-Lloret de Mar, 166,9 km
|   | Rytter              | Hold               | Tid     |
| - | ------------------- | ------------------ | ------- |
| 1 | Gatis Smukulis      | Team HTC-Highroad  | 4:08.48 |
| 2 | Alessandro Petacchi | Lampre-ISD         | + 28    |
| 3 | José Joaquín Rojas  | Movistar Team      | s.t.    |
| 4 | Rigoberto Urán      | Team Sky           | s.t.    |
| 5 | Jan Bakelants       | Omega Pharma-Lotto | s.t.    |

|   | Rytter              | Hold               | Tid     |
| - | ------------------- | ------------------ | ------- |
| 1 | Gatis Smukulis      | Team HTC-Highroad  | 4:08.48 |
| 2 | Alessandro Petacchi | Lampre-ISD         | + 28    |
| 3 | José Joaquín Rojas  | Movistar Team      | s.t.    |
| 4 | Rigoberto Urán      | Team Sky           | s.t.    |
| 5 | Jan Bakelants       | Omega Pharma-Lotto | s.t.    |

### Tirsdag 22. marts – 2. etape:Santa Coloma de Farnés-Bañolas, 169,3 km
|   | Rytter              | Hold            | Tid     |
| - | ------------------- | --------------- | ------- |
| 1 | Alessandro Petacchi | Lampre-ISD      | 4:11.08 |
| 2 | José Joaquín Rojas  | Movistar Team   | s.t.    |
| 3 | Manuel Cardoso      | Team RadioShack | s.t.    |
| 4 | Nicolas Edet        | Cofidis         | s.t.    |
| 5 | Aitor Galdós        | Caja Rural      | s.t.    |

|   | Rytter              | Hold               | Tid     |
| - | ------------------- | ------------------ | ------- |
| 1 | Gatis Smukulis      | Team HTC-Highroad  | 8:19.56 |
| 2 | Alessandro Petacchi | Lampre-ISD         | + 28    |
| 3 | José Joaquín Rojas  | Movistar Team      | s.t.    |
| 4 | Jan Bakelants       | Omega Pharma-Lotto | s.t.    |
| 5 | Thomas Peterson     | Garmin-Cervélo     | s.t.    |

### Onsdag 23. marts – 3. etape:Sant Esteve d'en Bas–Andorra(Vallnord), 183,9 km
|   | Rytter             | Hold              | Tid     |
| - | ------------------ | ----------------- | ------- |
| 1 | Alberto Contador   | Saxo Bank-SunGard | 4:45.31 |
| 2 | Michele Scarponi   | Lampre-ISD        | + 23    |
| 3 | Levi Leipheimer    | Team RadioShack   | s.t.    |
| 4 | Daniel Martin      | Garmin-Cervélo    | + 35    |
| 5 | Christopher Horner | Team RadioShack   | s.t.    |

|   | Rytter             | Hold              | Tid      |
| - | ------------------ | ----------------- | -------- |
| 1 | Alberto Contador   | Saxo Bank-SunGard | 13:05.55 |
| 2 | Michele Scarponi   | Lampre-ISD        | + 23     |
| 3 | Levi Leipheimer    | Team RadioShack   | s.t.     |
| 4 | Daniel Martin      | Garmin-Cervélo    | + 35     |
| 5 | Christopher Horner | Team RadioShack   | s.t.     |

### Torsdag 24. marts – 4. etape:Seo de Urgel–Vendrell, 195 km
|   | Rytter                 | Hold              | Tid     |
| - | ---------------------- | ----------------- | ------- |
| 1 | Manuel Antonio Cardoso | Team RadioShack   | 4:33.02 |
| 2 | Giacomo Nizzolo        | Leopard Trek      | s.t.    |
| 3 | José Joaquín Rojas     | Movistar Team     | s.t.    |
| 4 | Aitor Galdós           | Caja Rural        | s.t.    |
| 5 | František Rabon        | Team HTC-Highroad | s.t.    |

|   | Rytter             | Hold              | Tid      |
| - | ------------------ | ----------------- | -------- |
| 1 | Alberto Contador   | Saxo Bank-SunGard | 17:38.57 |
| 2 | Michele Scarponi   | Lampre-ISD        | + 23     |
| 3 | Levi Leipheimer    | Team RadioShack   | s.t.     |
| 4 | Daniel Martin      | Garmin-Cervélo    | + 35     |
| 5 | Christopher Horner | Team RadioShack   | s.t.     |

### Fredag 25. marts – 5. etape:Vendrell–Tarragona, 205,8 km
|   | Rytter             | Hold              | Tid     |
| - | ------------------ | ----------------- | ------- |
| 1 | Samuel Dumoulin    | Cofidis           | 4:49.31 |
| 2 | José Joaquín Rojas | Movistar Team     | s.t.    |
| 3 | Rubén Pérez        | Euskaltel-Euskadi | s.t.    |
| 4 | Aitor Galdós       | Caja Rural        | s.t.    |
| 5 | Michał Gołaś       | Vacansoleil-DCM   | s.t.    |

|   | Rytter             | Hold              | Tid      |
| - | ------------------ | ----------------- | -------- |
| 1 | Alberto Contador   | Saxo Bank-SunGard | 22:28.28 |
| 2 | Michele Scarponi   | Lampre-ISD        | + 23     |
| 3 | Levi Leipheimer    | Team RadioShack   | + 23     |
| 4 | Daniel Martin      | Garmin-Cervélo    | + 35     |
| 5 | Christopher Horner | Team RadioShack   | + 35     |

### Lørdag 26. marts – 6. etape:Tarragona-Mollet del Vallés, 184,5 km
|   | Rytter                 | Hold            | Tid     |
| - | ---------------------- | --------------- | ------- |
| 1 | José Joaquín Rojas     | Movistar Team   | 4:22.19 |
| 2 | Manuel Antonio Cardoso | Team RadioShack | s.t.    |
| 3 | Samuel Dumoulin        | Cofidis         | s.t.    |
| 4 | Daniel Martin          | Garmin-Cervélo  | s.t.    |
| 5 | Diego Milán            | Caja Rural      | s.t.    |

|   | Rytter             | Hold              | Tid      |
| - | ------------------ | ----------------- | -------- |
| 1 | Alberto Contador   | Saxo Bank-SunGard | 26:50.47 |
| 2 | Michele Scarponi   | Lampre-ISD        | + 23     |
| 3 | Levi Leipheimer    | Team RadioShack   | s.t.     |
| 4 | Daniel Martin      | Garmin-Cervélo    | + 35     |
| 5 | Christopher Horner | Team RadioShack   | s.t.     |

### Søndag 27. marts – 7. etape:Parets-Barcelona, 124,5 km
|   | Rytter                 | Hold               | Tid     |
| - | ---------------------- | ------------------ | ------- |
| 1 | Samuel Dumoulin        | Cofidis            | 2:33.55 |
| 2 | Rigoberto Urán         | Team Sky           | s.t.    |
| 3 | Kenny Dehaes           | Omega Pharma-Lotto | s.t.    |
| 4 | José Joaquín Rojas     | Movistar Team      | s.t.    |
| 5 | Manuel Antonio Cardoso | Team RadioShack    | s.t.    |

|   | Rytter             | Hold              | Tid      |
| - | ------------------ | ----------------- | -------- |
| 1 | Alberto Contador   | Saxo Bank-SunGard | 29:24.42 |
| 2 | Michele Scarponi   | Lampre-ISD        | + 23     |
| 3 | Daniel Martin      | Garmin-Cervélo    | + 35     |
| 4 | Christopher Horner | Team RadioShack   | s.t.     |
| 5 | Rigoberto Urán     | Team Sky          | + 38     |

## Resultater

### Sammenlagt
|    | Rytter             | Hold                | Tid      |
| -- | ------------------ | ------------------- | -------- |
| 1  | Alberto Contador   | Saxo Bank-SunGard   | 29:24.42 |
| 2  | Michele Scarponi   | Lampre-ISD          | + 23     |
| 3  | Daniel Martin      | Garmin-Cervélo      | + 35     |
| 4  | Christopher Horner | Team RadioShack     | + 35     |
| 5  | Rigoberto Urán     | Team Sky            | + 38     |
| 6  | Xavier Tondo       | Movistar Team       | + 38     |
| 7  | Ivan Basso         | Liquigas-Cannondale | + 38     |
| 8  | Cadel Evans        | BMC Racing Team     | + 50     |
| 9  | Kevin Seeldraeyers | Quick Step          | + 1.12   |
| 10 | Bauke Mollema      | Rabobank            | + 1.12   |

### Bjergkonkurrencen
|   | Rytter                   | Hold                                | Point |
| - | ------------------------ | ----------------------------------- | ----- |
| 1 | Nairo Alexander Quintana | Colombia es Pasión-Café de Colombia | 47    |
| 2 | Alberto Contador         | Saxo Bank-SunGard                   | 42    |
| 3 | Steven Kruijswijk        | Rabobank                            | 41    |

### Sprintkonkurrencen
|   | Rytter               | Hold                   | Point |
| - | -------------------- | ---------------------- | ----- |
| 1 | Rubén Pérez          | Euskaltel-Euskadi      | 18    |
| 2 | José Toribio Alcolea | Andalucía-Caja Granada | 11    |
| 3 | Ben Gastauer         | AG2R La Mondiale       | 5     |

### Holdkonkurrencen
|   | Hold            | Tid      |
| - | --------------- | -------- |
| 1 | Team RadioShack | 88:16.16 |
| 2 | Rabobank        | + 1.16   |
| 3 | Team Sky        | + 2.30   |